# Liste der Gesundheitssenatoren von Hamburg
Dies ist eine Liste der Gesundheitssenatoren von Hamburg.

## Gesundheitssenatoren Hamburg (seit 1945)
| Name                                                              | Amtsantritt                                                                    | Senat                                                        | Partei             |
| Gesundheitsbehörde                                                | Gesundheitsbehörde                                                             | Gesundheitsbehörde                                           | Gesundheitsbehörde |
| ----------------------------------------------------------------- | ------------------------------------------------------------------------------ | ------------------------------------------------------------ | ------------------ |
| Heinrich Eisenbarth                                               | 15. Mai 1945                                                                   | Petersen                                                     | SPD                |
| Friedrich Dettmann                                                | 15. Mai 1945 15. November 1946                                                 | Petersen Brauer I                                            | KPD                |
| Walter Schmedemann                                                | 13. Oktober 1948 28. Februar 1950                                              | Brauer I Brauer II                                           | SPD                |
| Ewald Samsche                                                     | 2. Dezember 1953                                                               | Sieveking                                                    | CDU                |
| Erwin Jacobi                                                      | 1. Januar 1956                                                                 | Sieveking                                                    | DP                 |
| Walter Schmedemann                                                | 21. Dezember 1957 1. Januar 1961 13. Dezember 1961 9. Juni 1965 27. April 1966 | Brauer III Nevermann I Nevermann II Weichmann I Weichmann II | SPD                |
| Hans-Joachim Seeler                                               | 11. Januar 1967 22. April 1970 9. Juni 1971                                    | Weichmann II Weichmann III Schulz I                          | SPD                |
| Ilse Elsner                                                       | 1. Januar 1973                                                                 | Schulz I                                                     | SPD                |
| Wilhelm Nölling                                                   | 30. April 1974 12. November 1974                                               | Schulz II Klose I                                            | SPD                |
| Helga Elstner                                                     | 28. April 1976 28. Juni 1978 24. Juni 1981 2. Februar 1983                     | Klose I Klose II von Dohnanyi I von Dohnanyi II              | SPD                |
| Christine Maring                                                  | 13. Juni 1984 20. Januar 1987 2. September 1987                                | von Dohnanyi II von Dohnanyi III von Dohnanyi IV             | SPD                |
| Behörde für Arbeit, Gesundheit und Soziales                       |                                                                                |                                                              |                    |
| Ortwin Runde                                                      | 8. Juni 1988 26. Juni 1991                                                     | Voscherau I Voscherau II                                     | SPD                |
| Helgrit Fischer-Menzel                                            | 15. Dezember 1993 12. November 1997                                            | Voscherau III Runde                                          | SPD                |
| Karin Roth                                                        | 1. April 1998                                                                  | Runde                                                        | SPD                |
| Behörde für Umwelt und Gesundheit                                 |                                                                                |                                                              |                    |
| Peter Rehaag                                                      | 31. Oktober 2001                                                               | von Beust I                                                  | PRO                |
| Behörde für Wissenschaft und Gesundheit                           |                                                                                |                                                              |                    |
| Jörg Dräger                                                       | 17. März 2004                                                                  | von Beust II                                                 | parteilos          |
| Behörde für Soziales, Familie, Gesundheit und Verbraucherschutz   |                                                                                |                                                              |                    |
| Birgit Schnieber-Jastram                                          | 1. Mai 2006                                                                    | von Beust II                                                 | CDU                |
| Dietrich Wersich                                                  | 7. Mai 2008 25. August 2010                                                    | von Beust III Ahlhaus                                        | CDU                |
| Behörde für Gesundheit und Verbraucherschutz                      |                                                                                |                                                              |                    |
| Cornelia Prüfer-Storcks                                           | 23. März 2011 15. April 2015 28. März 2018                                     | Scholz I Scholz II Tschentscher I                            | SPD                |
| Behörde für Arbeit, Gesundheit, Soziales, Familie und Integration |                                                                                |                                                              |                    |
| Melanie Leonhard                                                  | 10. Juni 2020                                                                  | Tschentscher II                                              | SPD                |
| Behörde für Arbeit, Gesundheit, Soziales, Familie und Integration |                                                                                |                                                              |                    |
| Melanie Schlotzhauer                                              | 15. Dezember 2022                                                              | Tschentscher II                                              | SPD                |
| Behörde für Gesundheit, Soziales und Integration                  |                                                                                |                                                              |                    |
| Melanie Schlotzhauer                                              | 7. Mai 2025                                                                    | Tschentscher III                                             | SPD                |